# Besættelsesmuseet (Riga)
Besættelsesmuseet (lettisk: Latvijas Okupācijas muzejs) er et museum i Riga, der viser historien om Sovjetunionen og Tysklands besættelse af Letland. 
Museet ligger midt i den gamle bydel i Riga, overfor Sorthovedernes Hus. Bygningen er bygget som museum i sovjetisk arkitektur stil.[kilde mangler] Der er en vis uenighed om, hvorvidt bygningen bør blive stående som den er, som et minde om sovjettiden, eller om den bør rives ned og erstattes af en bygning, som passer mere til de historiske omgivelser.

## Baggrundshistorie
Letland havde 60 års besættelse og en næsten lige så lang periode som sovjetrepublik bag sig, da landet igen blev selvstændigt den 4. maj 1990. 15. juni 1940 blev det selvstændige Letland okkuperet af Sovjetunionen og gjort til sovjetrepublik, Lettiske SSR. Præsidenten Kārlis Ulmanis blev deporteret først til Stavropol i Russiske SFSR og derefter till Gulag i Krasnovodsk i Turkmenske SSR, hvor han døde af dysenteri i 1942. Flere af regeringsmedlemmerne led samme skæbne. Et års tid senere blev Letland besat af Tyskland. Den tyske besættelse betød, at en stor del af Letlands jøder blev deporteret og henrettet. I efteråret 1944 generobrede Sovjetunionen Letland fra den tyske besættelsesmagt. 
Mange letter blev deporteret til Gulag efter krigen. 25. marts 1949 var den store deportationsdag.